# Henry Monnier
Pour les articles homonymes, voir Monnier.
Henry Bonaventure Monnier, né le 7 juin 1799 à Paris et mort à Paris 1er le 3 janvier 1877, est un caricaturiste, illustrateur, dramaturge et acteur français. Il ne doit pas être confondu avec Henry Le Monnier (1893-1978), autre illustrateur qui  surtout réalisé des affiches publicitaires.

## Biographie
Après des études au lycée Bonaparte, Henry Monnier entre en juillet 1816 au ministère de la Justice pour y occuper un médiocre emploi de gratte-papier qu'il abandonne en mai 1821, ne pouvant plus supporter les tracasseries de ses supérieurs hiérarchiques. Parallèlement à cette occupation administrative, il fréquente à partir de 1819 les ateliers d'Anne-Louis Girodet et d’Antoine-Jean Gros. Il publie ses premiers portraits d'acteurs en 1821.
En 1822, il effectue son premier séjour à Londres où les techniques de lithographie en couleurs connaissent un grand développement. Après plusieurs séjours anglais, il revient en France cinq ans plus tard. Ses rencontres avec Alexandre Dumas, Théophile Gautier, Stendhal, Eugène Sue, Prosper Mérimée, Eugène Scribe, Eugène Delacroix, Louis Boulanger et Honoré de Balzac lui ouvrent les portes de la renommée.
Entre 1827 et 1832, il multiplie les albums de lithographies, croquant les mœurs et physionomies de ses contemporains, de la grisette à l’employé de bureau.
Le 21 mai 1834, Henry Monnier épouse à Bruxelles Caroline Péguchet, dite Caroline Linsel (née le 2 février 1809 à Bruxelles, et morte le 6 octobre 1887 à Parnes dans l'Oise), actrice du théâtre de la Monnaie. Le couple aura trois enfants : Albert Pierre (1835-1884), Fanny Gilberte et Jenny Albertine (1847-1923).
À partir des années 1850, il se consacre essentiellement à l’écriture et au théâtre. Il publie en 1857 son œuvre la plus célèbre : Mémoires de Monsieur Joseph Prudhomme. Il y est créé le caricatural Monsieur Prudhomme, personnage grassouillet, conformiste, solennel et imbécile, dont Balzac dira qu’il s’impose comme « l’illustre type des bourgeois de Paris » et dont Paul Verlaine s’inspirera, dans les Poèmes saturniens, pour un poème homonyme.
L’Académie française lui décerne le prix Vitet en 1875 et le prix Monbinne en 1879 attribué à sa veuve.

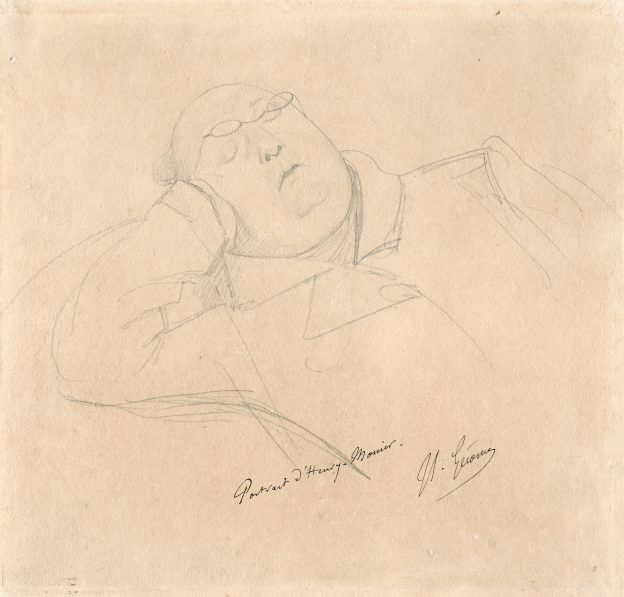
Jean-Léon Gérôme, Portrait d’Henry Monnier, vers 1875.

Henry Monnier a servi de modèle à Balzac pour le personnage de Jean-Jacques Bixiou dans son roman Les Employés ou la Femme supérieure (1838), fonctionnaire, caricaturiste, homme de bons mots, qui revient dans de nombreux romans de La Comédie humaine.

## Œuvres

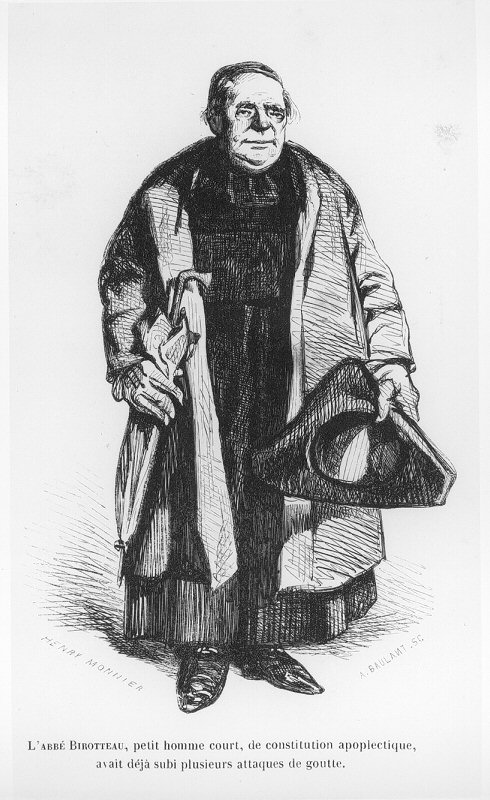
Illustration d'Henry Monnier pour Le Curé de Tours d'Honoré de Balzac.

### Publications
- Physiologie du bourgeois, 1841
- Scènes de la ville et de la campagne, 1841
- Les Bourgeois de Paris, scènes comiques, 1854
- Mémoires de Monsieur Joseph Prudhomme, Librairie Nouvelle, 1857
- Les Petites Gens, 1857
- Scènes parisiennes, 1857
- Galerie d’originaux, 1858
- Les Bas-fonds de la société, 1862
- Paris et la Province, 1866

### Illustrations
- Scènes populaires dessinées à la plume, 1830

### Pièces de théâtre
- Les Mendiants (1829)
- La Famille improvisée (1831)
- Un enfant du peuple (1846)
- La Chasse au succès (1849)
- Les Compatriotes (1849)
- Grandeur et décadence de M. Joseph Prudhomme (1852)
- Le Roman chez la portière (1855), en collaboration avec Jules Joseph Gabriel Gonyn de Lurieu, dit Gabriel (1792-1869)
- Les Métamorphoses de Chamoiseau (1856)
- Peintres et bourgeois (1855)
- Comédies bourgeoises (1858)
- Les Deux Gougnottes (première édition anonyme en 1864, chez Poulet-Malassis)
- Cendrillon ou la Pantoufle merveilleuse (1879)

## Postérité
- En 1931, Sacha Guitry crée Monsieur Prudhomme a-t-il vécu ?, une pièce de théâtre s’inspirant librement de la vie d’Henry Monnier.
- André Franquin, créateur de Gaston Lagaffe, révèle dans le Livre d'Or Franquin (1982) qu'il s'est inspiré de Joseph Prudhomme, création d'Henry Monnier, pour donner vie au personnage du maire de Champignac en 1951.
- On attribue à tort à Henry Monnier la fameuse phrase : « On devrait construire les villes à la campagne, l’air y est tellement plus pur ! », que l’on attribue également à Alphonse Allais[5].
- Rue Henry-Monnier dans le 9e arrondissement de Paris.